# Truvelo Neostead NS2000
Le NeoStead 2000 (NS2000) est un fusil de combat développé par l'armurerie sud-africaine Truvelo. Le NS2000 a été utilisé à titre d'essai pendant quelques années par des forces spéciales comme le SAS. La production de ce fusil a commencé en 2001 pour une commercialisation en octobre de la même année. Cette arme se distingue notamment par son mouvement de pompe inversé et son double magasin tubulaire situé au-dessus du canon.

## Design et production
Le NS2000 est un fusil à pompe de calibre 12 pesant un peu moins de 4 kg, essentiellement conçu pour les applications de sécurité et anti-émeutes.
En vertu de sa configuration bullpup, l'arme présente un canon de 572 mm pour une longueur totale de seulement 686 mm. Ses petites dimensions lui permettent d'être plus manœuvrable dans les espaces clos tout en conservant un canon de bonne longueur qui lui permet de rester précis à plus longue distance.
Le NS2000 possède deux chargeurs tubulaires de six coups. Un sélecteur permet de choisir de recharger depuis l'un ou l'autre des tubes ou de les alterner. Dans le cadre d'une utilisation de contrôle des foules, cela permet de tirer des munitions sublétales depuis un tube et de très rapidement passer à des munitions conventionnelles en changeant de tube.
Une des variantes produites présente un canon plus court, d'une longueur de 457 mm, ce qui réduit les dimensions de l'arme à 589 mm. La capacité est alors réduite à 5 coups dans les magasins plus un coup dans la chambre.
Le mécanisme à pompe fonctionne dans un mouvement inversé au mouvement habituel des fusils à pompe. Il faut pousser la pompe vers l'avant pour ouvrir la culasse puis la ramener vers soi pour la refermer. Cela permet au tireur de plaquer le fusil contre son épaule avec la main posée sur la garde sans risquer d'actionner la culasse.
Le NS2000 est en vente sur le marché civil de différents pays depuis 2003 et s'est essentiellement vendu en Europe.

## Dessins du brevet
Dessin du brevet du NeoStead 2000.

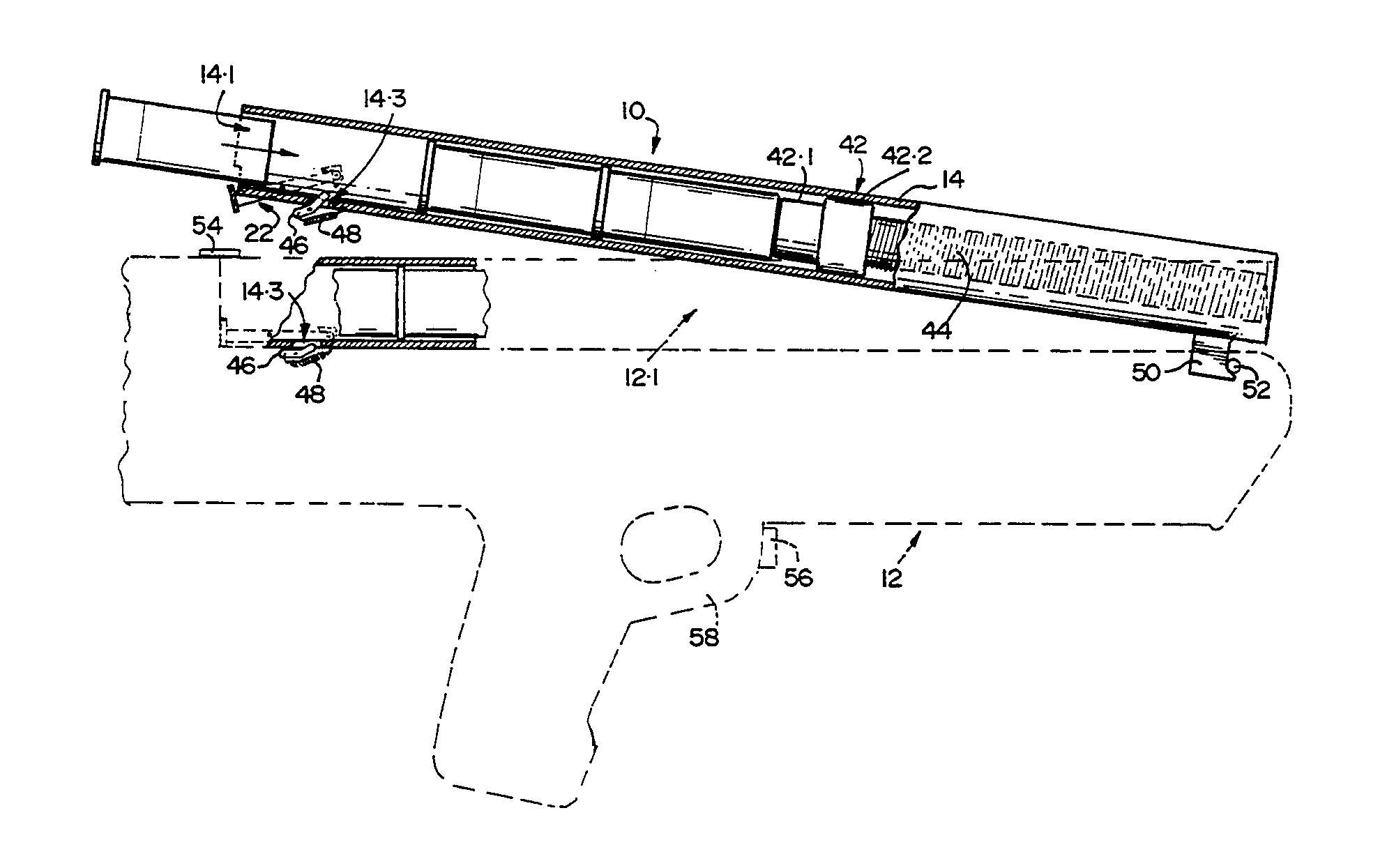
Magazine in loading position
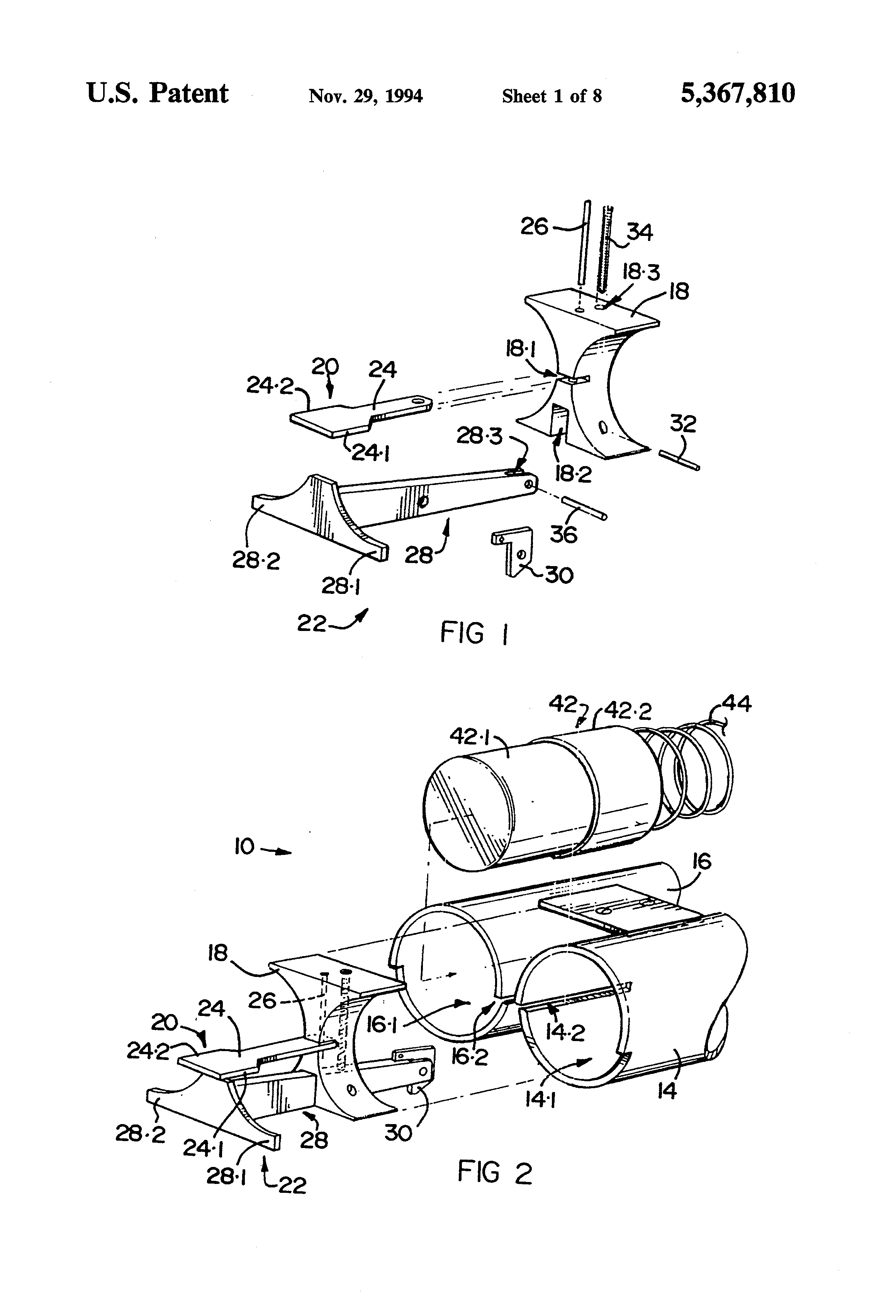
Details of Magazine
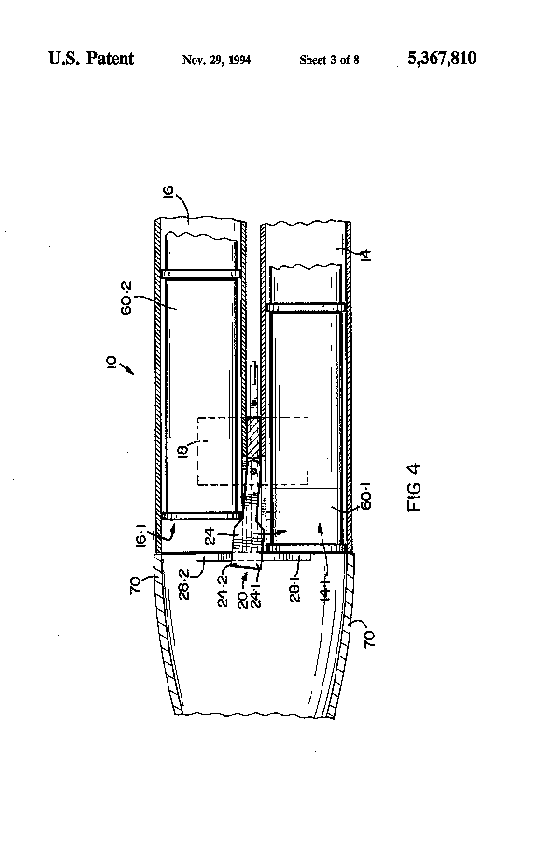
Feeding is possible only from one tube, the other is blocked
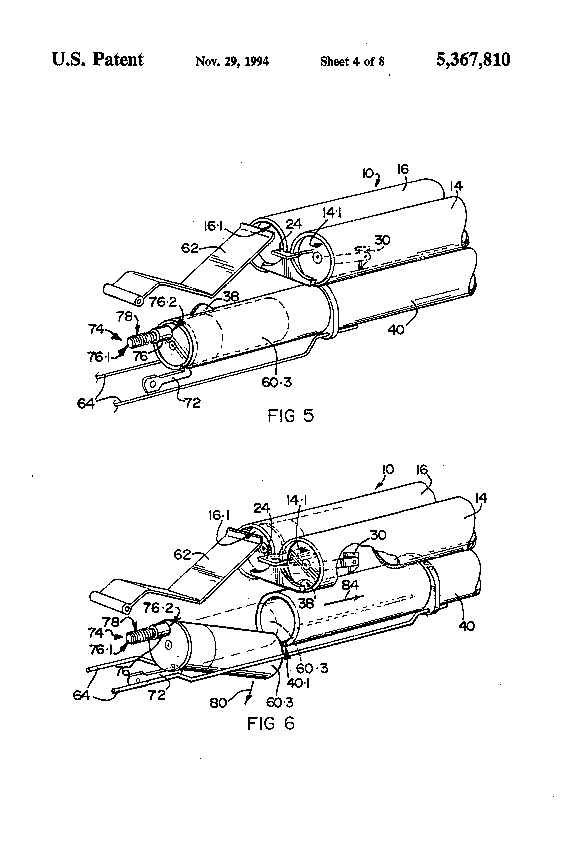
Ejecting the empty shell
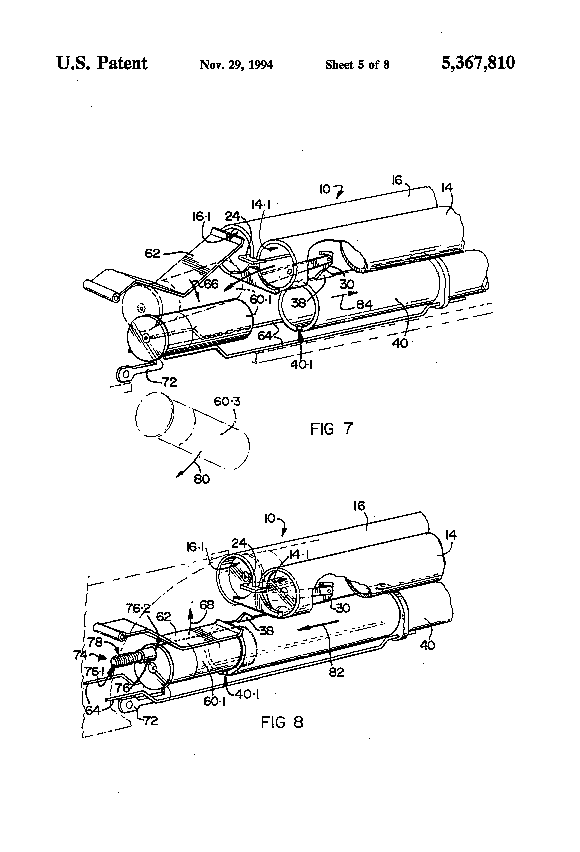
Feeding a new shell